# Ambulance (film)
Ambulance is een Amerikaanse actiethriller uit 2022, geproduceerd en geregisseerd door Michael Bay. De film is gebaseerd op de gelijknamige Deense film uit 2005 van Laurits Munch-Petersen en Lars Andreas Petersen. De hoofdrollen worden vertolkt door Jake Gyllenhaal, Yahya Abdul-Mateen II en Eiza González en volgt het verhaal over twee broers die na een bankoveral willen ontkomen met een ambulance.

## Verhaal
William Sharp is een oorlogsveteraan die dringend 231.000 dollar nodig heeft voor de operatie van zijn vrouw. Hij zoekt zijn toevlucht bij Danny, zijn adoptiebroer en beroepscrimineel, die hem overhaalt deel te nemen aan een bankoverval met een buit van 32 miljoen dollar. De overval neemt een andere wending wanneer ze een LAPD agent neerschieten. Het tweetal is al snel op de vlucht in een ambulance met de ambulancebroeder en de zwaar gewonde agent als gijzelaars.

## Rolverdeling
- Jake Gyllenhaal als Danny Sharp
- Yahya Abdul-Mateen II als William Sharp
- Eiza González als Cam Thompson
- Garret Dillahunt als Captain Monroe
- A Martinez als Papi
- Keir O'Donnell als FBI-agent Anson Clark
- Moses Ingram als Amy Sharp
- Wale Folarin als Castro
- Cedric Sanders als officier Mark
- Jackson White als officier Zach
- Colin Woodell als EMT Scott
- Olivia Stambouliah als luitenant Dhazghig
- Jesse Garcia als Roberto
- Victor Gojcaj als Victor

## Achtergrond

### Productie
De film werd aangekondigd op 28 augustus 2015, met Phillip Noyce als regisseur. Twee jaar later werd gemeld dat Noyce het project had verlaten en was vervangen door het regisseursduo Navot Papushado en Aharon Keshales. De film is echter nooit in productie gegaan. Op 11 november 2020 werd Michael Bay aangekondigd als de nieuwe regisseur.
Op 11 december 2020 bevestigde Universal Pictures dat zij de film zouden distribueren en maakten bekend dat O'Brien het project had verlaten vanwege planningsconflicten. Yahya Abdul-Mateen II werd gecast als zijn vervanger. Drie dagen later werd González toegevoegd aan de cast. De cast werd later aangevuld met Garret Dillahunt, A Martinez, Keir O'Donnell en Moses Ingram Wale Folarin.

### Opnames
De opnames gingen op 11 januari 2021 in Los Angeles van start. Na drie maanden filmen, bevestigde Stambouliah dat de opnames op 18 maart 2021 waren afgerond.

## Release en ontvangst
De film ging in première op 20 maart 2022 in Parijs. De release van Ambulance in de Verenigde Staten was op 8 april 2022. De film zou in eerste instantie op 18 februari 2022 verschijnen.
Op Rotten Tomatoes heeft Ambulance een waarde van 72%, gebaseerd op 36 recensies. Op Metacritic heeft de film een gemiddelde score van 48/100, gebaseerd op 15 recensies.